# 中尾ミエ
中尾 ミエ（なかお ミエ、1946年〈昭和21年〉6月6日 - ）は、日本の女性歌手、女優。本名は中尾 美禰子（なかお みねこ）。名前は中尾ミヱと表記されていた時期もある。
福岡県小倉市（現：北九州市小倉北区）出身。身長156cm。

## 人物・来歴
6人兄弟。実家は書店を経営していた。
父親が事業に失敗し、1958年に一家で上京、以降は千葉県市川市で育った。福岡学芸大学附属小倉小学校から市川市立真間小学校に転校。精華学園中学校時代に東宝の募集に行くが、背が小さいからダメと渡辺プロダクションを紹介される。しかし、すぐには契約してもらえず毎日通って粘り、平岡精二のバンドに預けられ、代々木のキャンプなどで歌った。当時はスタンダード・ナンバーを歌っていた。
1961年に渡辺プロと契約。園まり・伊東ゆかりらとスパーク3人娘を結成。翌年1月には主演映画『ハイハイ3人娘』が公開。ザ・ピーナッツの後継として期待され、クレージーキャッツ主演の『シャボン玉ホリデー』などに出演し一時代を築く。確かな歌唱力で人気を博し、アメリカンポップス系を得意とする。
16歳にしてリリースしたデビュー曲『可愛いベイビー』が大ヒットし一躍スターの座に。両親のために家を建ててあげたいと夢を持って芸能界へ入ったが、20歳の若さで都内に一軒家を購入し両親へプレゼントした。その後自宅ローンも完済し、25歳になると再度ローンを組んで両親の家の隣へ中尾自身の自宅を建て、2023年現在も建て替えずにその家をリフォームしながら生活している。60歳からは自宅の隣に自己所有のアパートを建てて経営する大家でもある。
デビュー当時から気の強さと歯に衣着せぬ物言いが好評で、本業以外にも『ミエと良子のおしゃべり泥棒』などのトーク番組の司会を数多く務め、美川憲一に「和田アキ子と口喧嘩すれば中尾が勝つ」と言わしめる程であった。
70代の現在も女優として映画やドラマに多数出演している一方で、各種トーク番組へのゲスト出演も多く、歌番組・バラエティ・トーク・ドラマと幅広く活躍。また、園や伊東とスパーク3人娘を再結成し、全国コンサートやディナーショー、チャリティー活動などを行っているが、一個人としても地域と絡んだ社会活動に参画している。
2017年8月には、以前から週刊誌等で噂になっていた、自宅で50年の長き間に渡って同居しているパートナーの存在を初めて公のインタビューで語った。
2019年9月18日に、28年ぶりに古巣の後身事務所ワタナベエンターテインメントに復帰。
同月には『週刊現代』の企画で73歳にして「最初で最後」として袋とじグラビアに登場、胸元を大きく開けたショットや美脚を披露した。中尾はこれについて「ひと昔前なら、グラビアを見て「70代で、肌を見せるなんて」と眉をひそめる人もいたでしょう。でも、そんな古い慣習に縛られてなんかいられない。女性がいつまでも輝いて生きていくために、女の価値は若さというような古い価値観やしきたりを更新していくのも、私たち世代の役目ではないかしら。」と語っている。

## 人物
- 運転免許を所持していたが、運転中に逆走してしまったことから、「二度と繰り返してはいけない」と運転をやめる決断をした[6]。
- キャバレーを回っていた頃、おせんべいを投げつけてきた客に投げ返し、楽屋に引っ込んだ後も怒りが収まらなかった中尾はマネージャーにその客を探すように指示した、中尾は記憶が無いとした上でマネージャーが言うには「中尾がその客をボコボコにした」という[7]。
- 『ミュージックフェア』に出演した際、自身の出番を終えた後、機材トラブルによって撮り直しを要求されたが、そのまま帰ったことをきっかけに同番組から出入り禁止の扱いを受けている[8]。

### 交友関係
- 和田アキ子とは『新春かくし芸大会』で毒舌漫才を演じ、前川清がどつかれ専門で出演するという演目を演じたこともある。和田のことは『5時に夢中!』内などで「何でみんな和田アキ子を怖がるの?（笑）」と語っているが、和田もデビュー当時、ある先輩から酷いいじめにあっており「先輩のミエちゃんといしだあゆみちゃんにはかばってもらったり助けてもらった」と度々語っているように、中尾やいしだに対して今でも頭が上がらない。なお、この3人は2017年に『ボクらの時代』で共演。2018年には中尾と和田のコンビで『徹子の部屋』にも出演した。
- 梓みちよとはデビュー当時、下宿先でもあった渡辺晋社長の自宅で取っ組み合いのケンカをよくしていた」と語り、梓自身も「当時から中尾とは仲は良くなかったが、互いに良きライバルでもあり歌手としての実力や才能を認めている」と発言している。伊東や園が毎回2人のケンカの仲裁に入っていたが、伊東も「デビュー当時からお互いに気が強かったので私もミエさんとはしょっちゅうケンカしていた（笑）」と中尾と一緒にテレビ出演時やインタビューで語っている。その梓が2020年1月29日に死去した報道の後、中尾は「びっくりしました。私の天敵と言われたみちよちゃんですが、いなくなるとやはりさみしいですね」と追悼コメントを発表した。
- 黒柳徹子とはデビュー当時から親交があり『徹子の部屋』の番組開始当時から定期的にゲスト出演しており、木原光知子追悼特集時には親友として出演した。渡辺プロの先輩でもあったザ・ピーナッツの伊藤エミとは引退後もプライベートでの親交が深く、死去後には伊藤との思い出話等のコメントに応じた。

### 発言
- 気がつくとよく笑っているといい、「笑いは無料の万能サプリメント」であるという。更に「笑うとシワになるからと大笑いをしない人もいますが、シワはしょうがないの。年をとっているのにシワがない顔…それがきれいだと思う？この年齢でシワがないなんて、気持ち悪いって思わない？笑ったり怒ったりしたら、顔は必ず動くんだから、どうしたってシワはできるんです。」とも語っている、しかしおかしくないことには一切笑わない[9]。
- 芸能人の不倫報道について「だいたい不倫なんてのはね、取り上げる必要はないよ」と苦言を呈し、「みんな、多かれ少なかれ、バレてるかバレてないかの違いなんだから。」とした[10]。

## 音楽

### シングル
1. 可愛いベイビー／ダンスへおいで（1962年4月25日）（コニー・フランシスの “Pretty Little Baby” のカヴァー）
競作。中でも中尾ミエ盤は1962年6月にミュージック・ライフの東京での邦楽売上ランキング1位を記録し、最終的に100万枚を売り上げる大ヒットとなった。今日では曲名は一般的に「可愛いベイビー」と表記されるが、発売当初は「可愛いいベビー」と表記されていた。
2. ネクタイピンとカフスボタン／アッ・ハァー（1962年6月5日、PV-11）
3. シャネルデート／ジムダンディ（1962年9月5日、PV-22）
4. ジングルベル／ホワイト・クリスマス（1962年10月20日、PV-25）
5. 涙のジューク・ボックス／許して欲しいの（1962年11月10日、PV-28）
6. いちごの片想い／可愛いいおばかさん（1963年2月20日、PV-33）
7. テル・ヒム／月夜にボサノバ（1963年5月5日、PV-37）（月夜にボサノバ：“Fly Me to the Moon” の日本語変名カヴァー）
8. おじさまとデイト／雨の中のくちづけ（1963年5月、VS-996）※A面 雑誌平凡募集当選歌
9. 涙のバースディ・パーティ／ラブ・ユー・ラブ・ユー・ラブ・ユー（1963年8月5日、PV-47）
10. 夢の風船旅行（1963年9月、VS-1103）※フランク永井「逢いたくて」のB面
11. バイ・バイ・バーディー／内気な17才（1963年10月20日、PV-54）（アン・マーグレットの “Bye Bye Birdie” のカヴァー）
1963年の『第14回NHK紅白歌合戦』（NHK総合・ラジオ第1、#NHK紅白歌合戦出場歴参照）で「キューティ・パイ・メドレー」の1曲として歌唱。
12. おんなのこだもん／聞いちゃった！歌っちゃった！泣いちゃった！（1964年1月、VS-1188）※A面はジャニーズとデュエット
13. 恋と涙の17才／さよなら初恋（1964年4月5日、SPV-5）
14. カサノバ・キッス／キス・ミー・クィック（1964年6月5日、SPV-11）
15. ウィッシング・ウエル／ハロー・ドーリー!　（1964年7月10日、SPV-16）※B面はキャロル・チャニングのカヴァー。
16. からかわないで／ローズ・マリー（1964年8月5日、SPV-19）
17. マイ・ボーイ・ロリポップ（英語版、フランス語版）／私がわるいのよ（1964年9月5日、SPV-22）
18. ぼくらの手きみの手みんなの手（1964年11月）※B面はデューク・エイセス「タンタタこうしんきょく」
19. ピザ・パイ／メイ・ビー・アイ・ノー（1964年11月20日、SPV-29）
20. アイドルを探せ／恋のセーラー・ガール（1965年1月5日、SPV-34）（シルヴィ・ヴァルタンの “La Plus Belle Pour Aller Dancer” のカヴァー）
21. わたしを愛して／あこがれはいつも心に（1965年4月5日、SPV-42）
22. 明日も逢おうよ／ドレミばやし（1965年6月、SV-22）
23. 夢みるシャンソン人形／恋はおとなしく（1965年9月、SPV-52）（フランス・ギャルの “Poupée de Cire, Poupée de Son” のカヴァー・弘田三枝子との競作）
24. 淋しいから／忘れさせて（1965年11月、SV-326）※B面 ロイヤル・ナイツ
25. 涙のシャンソン日記／乙女の涙（1966年1月15日、SPV-59）（フランス・ギャルのAttends ou va t'enのカヴァー）
26. 哀愁のカレリア／チム・チム・チェリー（1966年1月10日、SPV-61）
27. いつも青空／乙女の願い（1966年4月5日、SPV-63）
28. GO!GO!レンタカー／渚のドライブ（1966年5月、SV-389）※田辺靖雄とデュエット
29. すてきな王子様／恋のプロフィール（1966年7月15日、SPV-75）（フランス・ギャルのUn prince charmantのカヴァー）
30. ハロー・プティト・フィーユ〜こんにちはマドモアゼル〜／この胸のときめきを（1966年10月15日、SPV-77）（シェイラのHello Petite Filleのカヴァー）[注 1]
31. 恋はうそつき／夜よ行かないで（1967年8月、SV-1003）
32. 東京ユニバーシアードの歌・若い仲間／ユニバーシアード・ソング（1967年、SK-152）※A面で田辺靖雄とデュエット
33. 花のさだめ／あなたはいない（1968年1月、SV-1009）
34. 恋のシャロック／シャロックNo.1（1968年5月15日、SV-1020）
35. 淋しそうなあなた／頬寄せて（1968年9月5日、SV-1031）
36. いくつもいくつも目をとじて／夜明けの渚（1969年3月、SV-1038）
37. 忘れられた坊や／うわさの二人（1969年8月、SV-1051）
38. さすらいの町／夕陽が眼にしみる（1969年12月25日、SV-1065）
39. ひとり芝居／悲しみに別れて（1970年5月、SV-1073）※同一品番でVictor盤とNIVICO盤がある
40. 男の酒場／ブルースを唄う女（1970年9月、SV-1085）
41. 芝居は終わった／はじめて感じたの（1971年3月）
42. 片想い／それが何になる（1971年11月、SV-1108）（槇みちるのカヴァー）
43. 心の扉をあなたのために／愛は哀しく（1972年6月、SV-1116）
44. 魅惑／悲しみの住む部屋（1972年11月、SV-1124）
45. 駐車場(パーキング)／白い桟橋（1973年4月、SV-1135）
46. レイン・レイン／真夏のある日（1973年8月、SV-1152）
47. インスピレーション／恋はマジック（1973年12月）
48. ジングルベル／ホワイトクリスマス（1973年、PRA-10068）※沖縄限定再発盤、音源は初発PV-25と同じ。
49. 片想い／駐車場(パーキング)（1977年6月10日、SV-6230）※再発盤で17.8万枚のスマッシュヒットを記録
50. 淋しいから (再録)／おまえさん（1978年2月、SV-6365）
51. カーテン・コール／いつも誰かを愛していた（1979年2月、SV-6547）
52. 帰って来た女／夢に抱かれて（1980年1月、SV-6679）
53. 風の中で／いつも心にある歌は（1981年11月、SV-7178）※吉田拓郎プロデュース、フジテレビ系「嫁かず出もどり小姑」挿入歌
54. 野暮／ラストシーン（1988年1月28日、AY07-86）
55. 帰らぬメモリー（気がつけばオバタリアン）／オバタリアン・レボリューション'89（1989年10月1日、CA-8312）※8cmCDシングル
56. 月夜にボサノバ／ハロー・プティフィーユ（2005年、RMEEP-003）（月夜にボサノバ：“Fly Me to the Moon” の日本語変名カヴァー）

### コンパクト盤／フォノシート
1. 『中尾ミエ すてきなデイト』
すてきなデイト／私 怒ってんの／聞いてよね／星を上げましょう／キッスしたいの／可愛いベイビー／いちごの片想い／シャネルデート／ジムダンディ（MBK-3060）※ビクターフォノブック⇒一部2023年CD化済
2. バイ・バイ・バーディー／涙のバースディ・パーティー／チコと鮫／サンライト・ツィスト（1964年、SVC-14）※ポピュラー・ソング コンパクト盤、B面／伊藤アイコ
3. わたしを愛して／マイ・ポーイ・ロリポップ／アイドルを探せ／ハロー・ドーリー（1965年、SVC-101）※流行歌コンパクト盤
4. 淋しいから／忘れさせて／明日も逢おうよ／ドレミばやし（1965年、SVC-130）※コンパクト盤、流行歌名曲シリーズ
5. 花のさだめ／あなたはいない／恋はうそつき／夜よ行かないで（1968年）※コンパクト盤
6. 花とみつばち（FS-7948）※カラーテレビはビクター「テレビの父」と語る 三保敬太郎(音楽)／高柳健次郎・木村孝子

### シングル再発盤
1. 可愛いベビー／いちごの片想い （SV-3062-M）※再発盤、ビクターアンコールシリーズ
2. 可愛いベイビー／ダンスへおいで（1983年）※復刻再発盤
3. バイ・バイ・バーディー／内気な17才（1983年、SV-6815）※復刻再発盤
4. 片想い／淋しいから（1984年12月16日、SV-8574） ※ビクター永遠のEP盤、ベスト・カップリング・シリーズ
5. 片想い/可愛いベイビー（1993年10月27日、VIDL-10425）※8cmCDS再発盤
6. 可愛いベイビー／ダンスへおいで（2020年9月2日、VODL-32073）（コニー・フランシスの “Pretty Little Baby” のカヴァー）※MEG-CD
7. 片想い／それが何になる（2020年9月2日、VODL-32074）（槇みちるのカヴァー）※MEG-CD

### プロモーションシングル／ノベルティ
1. 可愛いベイビー／いちごの片想い （PRU-29）（コニー・フランシスの “Pretty Little Baby” のカヴァー）※ゆうせん用プレス盤
2. 帰らぬメモリー（気がつけばオバタリアン）／オバタリアン・レボリューション'89（1989年、TD-1254）※プロモアナログEP盤
3. GO!GO!レンタカー（田辺靖男＆中尾ミエ オリジナルVer.）／GO!GO!レンタカー（ヨーグルエース）（RBH-1002）
'00年代中期に流行ったCD付きお菓子の、北陸製菓のビスケットに景品で付いていた「ReCD」シリーズ。8cmCDミニチュア再現盤ではなく、オリジナル曲と若手アーティストのカバー・バージョンをカップリングした12cmマキシシングル仕様。

### アルバム
1. 中尾ミエ ヒットソング集（1962年11月、LV-291）⇒1997年CD化済
2. 中尾ミエと恋のバカンス（1963年10月、LV-359）※楽団ブルー・エンゼル⇒一部1997年CD化済
3. 中尾ミエ ステレオ・ハイライト（1964年4月、SJV-7）
4. 中尾ミエ ニュー・ヒット・キット（1964年9月、SJV-60）
5. 夢みるシャンソン人形／ミエちゃんのヒット・パレード（1966年2月、SJV-181）
6. まり・ミエ・ゆかりの大作戦（1970年）アポロン8トラック・テープで発売、1970年3月9日 三人娘共演ライブ盤 ⇒1998年CD化済
7. さすらい演歌（1970年10月、SJX-50）
(A)君恋し／カスバの女／長崎は今日も雨だった／裏町人生／女のブルース／さすらいの町
(B)昭和ブルース／星の流れに／あなたのブルース／港町ブルース／東京流れ者／ひとり芝居
8. 天草の海と空（1970年12月、SJX-54）※昭和45年度芸術祭参加、ゴールデンスターシリーズ
(A)原城址に立って／四郎の誕生／天草の子守唄／天草に花咲けど／祭り／農民の怒り
(B)天草の夕日／祈り／四郎の決意／戦い／落城／平和への祈り
9. 片想い（1977年12月、SJX-20032）
(A)片想い／はじめて感じたの／淋しいから／忘れさせて／頬寄せて／淋しそうなあなた
(B)ただそれだけ／心の扉をあなたのために／おまえさん／芝居は終った／愛の夢
10. パフォーマンス（1978年11月、SJX-20093））
(A)序曲／メイク・アップ／おかしな女／グッバイ・ママ／ミスター・マティーニ／休憩（インターミッション）
(B)カーテン・コール／いつも誰かを愛してた
11. ザ・ピーナッツ・トリビュート（1999年5月）伊東ゆかりとの共演盤
12. Smile01（2001年7月、MIEN-0001）※自主制作CD
13. 片想い／三つの自画像～中尾ミエ オリジナルBEST '04（2004年6月、MIEN-0004）※自主制作CD
14. 今、甦るウエスタン・カーニバル ロカビリー三人男&3人娘 スペシャル・コンサート2005（2006年4月）
15. Mie Nakao cover album 団塊娘（2007年6月6日、STMD-1002）※カバーアルバム
16. すれちがい-It's my life-（2015年4月8日、TKCA-74214）※新曲を含むカバーアルバム

### CDベストアルバム
1. 全曲集（1986年8月21日、VDR-1253）
2. 全曲集（1988年、BY32-48）
3. BEST of BEST（1994年6月25日、VICT-15010）
4. 全曲集（1994年11月21日、APCA-3017）
5. 全曲集・三人娘（1994年12月1日）
6. 中尾ミエ ヒットソング集（1997年8月25日、PCD-1559）
7. まり・ミエ・ゆかりの大作戦（1998年11月26日、WPC7-8575）
8. 中尾ミエ ベストアルバム（2000年11月5日、WMP-10011）
9. ハイハイ3人娘〜花の同窓会「まり・ミエ・ゆかり」（2004年6月2日、KICS-2456）
10. 可愛いベイビー 中尾ミエ ベストセレクション（2004年、NPC-002）※7曲入り廉価版
11. ミエ・まり・ゆかり 3人娘CD-BOX（2005年6月22日）6枚組CD-BOX ①中尾ミエ ベスト・コレクション　②園まり ベスト・コレクション　③伊東ゆかり ベスト・コレクション　④3人娘ライヴ・トラックス　⑤3人娘ア・ラ・カルト　⑥3人娘シネマ・トラックス
12. ＜COLEZO!＞三人娘/園まり・伊東ゆかり・中尾ミエ（2005年9月22日、VICL-41260）
13. ゴールデン☆ベスト 中尾ミエ（2011年5月18日、VICL-63741）

### 参加アルバム（LP／CD）
1. 抒情組曲『遠い日の歌』－こども風土記（1962年11月、SJL-5034）
※オムニバス盤、第17回芸術祭参加作品⇒一部2023年CD化済
2. 交声組曲巷の詩（1963年9月、SJL-5061）
※日本レコード大賞受賞記念吉田正リサイタル実況録音 1963年6月27日 於：大阪フェスティバルホール
3. ザ・ピーナッツ・トリビュート（1999年5月28日、KICS-2307）

### その他
- 男と女（1969年） - フジテレビ系ドラマ『若い恋人たち』主題歌として人気になった[11]。

## 書籍・著書

### 著書
1. 76歳。今日も良日（2022年10月26日、アスコム）

### CDブック
1. 可愛いBa〜Ba（2008年4月20日、法研）※CD付

### ムック
1. 60歳すぎたらやめて幸せになれる100のこと（宝島社）
2. 人生もっともっと楽しまなくちゃ（2022年7月21日、宝島社）※初のビジュアルムック

## 出演

### テレビドラマ
- 若い季節（1961年 - 1964年、NHK総合）
- レッツ・ゴー三人娘（1962年 - 1963年、フジテレビ） - ミエ 役
- 紫頭巾事件帖 第19話「殴り込み女仁義」（1972年、12ch） - おせい 役
- シークレット部隊（1972年、TBS / 大映テレビ） 第2話「女がやった!ズッコケ自動車大レース」 - 山中典子こと里見チエ 役
- アイフル大作戦 第8話「泣くな赤ちゃん! 新婚珍道中」（1973年、TBS）
- ふりむくな鶴吉（1974年 - 1975年、NHK総合）
- 必殺シリーズ（朝日放送）
  - 必殺必中仕事屋稼業（1975年） - お春 役
  - 必殺仕業人（1976年） - お歌 役
  - 新・必殺仕置人（1977年） - おてい 役
- 大都会 闘いの日々 第12話「女ごころ」（1976年、日本テレビ）
- 刑事物語・星空に撃て! 第6話「一億八千万円のアリバイ」（1976年、フジテレビ・大映テレビ）
- 夜明けの刑事 第81話「横須賀ストーリー殺人事件」（1976年8月11日、TBS / 大映テレビ） - リリィ
- 三男三女婿一匹III（1979年、TBS）
- 半七捕物帳 第26話「歩兵の髪切り」（1979年9月25日、テレビ朝日）
- 騎馬奉行 第14話「新春大当り千両くじ」（1980年、関西テレビ）
- 桃太郎侍 第176話「お江戸結婚相談所」（1980年、日本テレビ）
- 青春諸君!夏（1980年、TBS）
- 一人来い二人来いみんな来い（1980年、TBS）
- 玉ねぎむいたら…（1981年、TBS）
- 嫁がず、出もどり、小姑（1981年、フジテレビ）
- 天まであがれ!（1982年・1983年、日本テレビ）
- 月曜ワイド劇場「私は女教師」（1983年、テレビ朝日）
- 土曜ワイド劇場「喪服を脱いだ女」（1984年、テレビ朝日）
- 痛快!婦警候補生やるっきゃないモン!（1987年、テレビ朝日）
- 水戸黄門 第17部（1987年 TBS・C.A.L）第15話「南国土佐のいごっそ女房・高知」 - 神代真弓 役
- 若奥さまは腕まくり!（1988年、TBS）
- スターライト・キッズ 新・北斗七星伝説（1988年、TBS）
- 木曜ゴールデンドラマ「どんでん家族」（1988年、よみうりテレビ）
- こっちこい!UFO（1989年、TBS） - 田所とみ 役
- ホットドッグ（1990年、TBS）
- 世にも奇妙な物語  「占いセット」（1991年） - 浦田カエ 役
- ドラマ新銀河（NHK総合）
  - 帰ってきちゃった（1993年） - 花村弥生 役
- 家栽の人 第10話「三姉妹」（1993年、TBS）
- 土曜ワイド劇場「花吹雪女スリ三姉妹」（1995年、テレビ朝日）
- 連続テレビ小説 走らんか!（1995年 - 1996年、NHK総合）
- 素晴らしき家族旅行（1996年、フジテレビ系）
- さらば天国に一番近い男（2000年、TBS） - 甘粕夜子 役
- 本家のヨメ（2001年、よみうりテレビ） - 佐藤美千代 役
- プリティガール - 稲森いずみ 主演（2002年、TBS）
- ビッグマネー!〜浮世の沙汰は株しだい〜（2002年）
- 木曜劇場 薔薇の十字架（2002年、フジテレビ）
- ブルーもしくはブルー〜もう一人の私〜（2003年、NHK総合） - 稲森いずみと再共演
- OL銭道 第5話「百五十万愛の筑前煮」（2003年、テレビ朝日）
- 熱烈的中華飯店（2003年、フジテレビ）
- ドールハウス 特命女性捜査班 第9話「危機一髪!! 湯けむり旅情」（2004年、TBS）
- 4TEEN ドラマW（2004年、WOWOW）
- おとなの夏休み（2005年、日本テレビ） - 田端橋椿 役
- 火曜サスペンス劇場 「警部補 佃次郎(20)望郷」（2005年、日本テレビ）
- ママはバレリーナ（2005年・2006年、TBS）
- 水戸黄門 第37部（2007年 TBS・C.A.L）第3話「亭主参った嫁姑対決・松井田」 - うの 役
- 月曜ゴールデン「ベビーシッターの危険な好奇心」（2007年、TBS）
- ドラマ8 バッテリー（2008年、NHK総合） - 河合歌子 役
- 金曜プレステージ クッキングパパ（2008年8月、フジテレビ） - 荒岩カツ代 役
- ひるドラ・オーバー30（2009年、TBS・CBC） - 若山杏子 役
- POWER GAME〜パワーゲーム〜 第3・4回「酒造メーカーをおとせ!」（2013年、NHK BSP） - 加藤静子 役
- ペテロの葬列 第3話（2014年、TBS） - ハリマヤ酒店社長 役
- ほっとけない魔女たち 第11 - 15話（2014年、東海テレビ） - 松田富子 役
- 全力離婚相談（2015年、NHK総合） - 竹内笙子 役
- ドS刑事 第3話（2015年、日本テレビ） - 前園時枝 役
- トットちゃん!（2017年、テレビ朝日） - 桜町はるか 役
- 孤独のグルメ Season 8 第2話（2019年10月12日、テレビ東京） - お母さん 役
- 悪魔の手毬唄〜金田一耕助、ふたたび〜（2019年） - 由良五百子 役
- トップナイフ（2020年、日本テレビ） - 山田喜和子 役
- 金魚姫（2020年、NHK BSP）
- その女、ジルバ（2021年、東海テレビ） - チーママ（大田原美智） 役
- 三千円の使いかた（2023年、東海テレビ） - 御厨琴子 役[12]
- 相棒 season22（2023年、テレビ朝日）- 尾上絹（門脇多恵子） 役
- アクターズ・ショート・フィルム4「せん」（2024年放送予定、WOWOW） - 主演（鈴木伸之とW主演）[13]

### バラエティ
- 平凡 歌のバースデーショー（フジテレビ）
- アイ・アイゲーム（1979年 - 1985年、フジテレビ）
- お笑いスター誕生!!（1980年 - 1986年、日本テレビ）
- ミエと良子のおしゃべり泥棒（1980年 - 1987年、テレビ東京）
- 日立テレビシティ あなたが選ぶ廃盤ベストテン（1983年・1984年、TBS） - 司会（かまやつひろし、松居直美と）
- スターと対抗! 家族カウントダウン（1988年 - 1989年、フジテレビ） - 司会
- わくわく動物ランド（TBS）- 末期の頃、レギュラー出演
- 世界・ふしぎ発見!（1989年 - 1997年、TBS） - 月1または月2ペースで出演
- スーパー知恵MON（TBS） - 準レギュラー
- タモリの音楽は世界だ（テレビ東京）
- オールスター感謝祭（特番、1991年秋 - 1998年春、TBS） ‐ 回答者・世界・ふしぎ発見!出演者として、1997年秋以降はゲスト枠として出演
- お昼の独占!女の60分（1992年、テレビ朝日）

### 情報番組
- 5時に夢中!（2009年 - 、TOKYO MX） - 金曜コメンテーター
- 虎ノ門市場（テレビ東京）

### 教養番組
- 趣味Do楽「城戸真亜子の油絵って楽しい!」（NHK Eテレ、2013年6月・7月期）

### ラジオ番組
- なかよしジョッキー（NHKラジオ第1、1975年）
- 歌謡大行進（文化放送、1970年-1971年）木曜パーソナリティ

### 映画
- 私と私（1962年・東宝）
- 夢で逢いましょ（1962年・東宝） - 河辺伊津子 役
- ハイハイ3人娘（1963年・東宝）
- クレージー作戦 先手必勝（1963年・東宝）
- 台所太平記（1963年・東宝）
- 若い仲間たち うちら祇園の舞妓はん（1963年・東宝）
- 喜劇 駅前茶釜（1963年・東宝）
- 香港クレージー作戦（1963年・東宝）
- 喜劇 駅前女将（1964年・東宝）
- 男嫌い（1964年・東宝）
- 続・若い季節（1964年・東宝）
- 喜劇 陽気な未亡人（1964年・東宝）
- 君も出世ができる（1964年・東宝）
- 喜劇 駅前医院（1965年・東宝）
- 日本一のゴマすり男（1965年・東宝）
- 逢いたくて逢いたくて（1966年・日活）
- 落語野郎大泥棒（1967年・東宝）
- なにはなくとも全員集合!!（1967年・松竹）
- 座頭市血煙り街道（1967年・大映）
- クレージーメキシコ大作戦（1968年・東宝）
- リオの若大将（1968年・東宝）
- ズンドコズンドコ全員集合!!（1970年・松竹）
- 大事件だよ全員集合!!（1973年・松竹）
- ミスターどん兵衛（1980年・東映）
- 胸さわぎの放課後（1982年・東映）
- Aサインデイズ（1989年・大映）
- 代打教師 秋葉、真剣です!（1991年・東映）
- ひき逃げファミリー（1992年、キティ・フィルム・サントリー・アルゴプロジェクト）
- 信さん・炭坑町のセレナーデ（2010年11月27日）
- 人生、いろどり（2012年）
- 繕い裁つ人（2015年1月31日、ギャガ）
- 感謝離　ずっと一緒に（2020年、イオンエンターテイメント） - 笠井和子 役[14]
- オレンジ・ランプ（2023年、ギャガ） - 飯塚さゆり 役[15]

### 舞台
- ミュージカル「ファルセット」（1994年10月7日 - 11月13日、サンシャイン劇場）[16][17] - シャーロット 役
- マハゴニー市の興亡（2016年9月6日 - 22日、KAAT神奈川芸術劇場） - ベグビック 役 [18]
- ザ・デイサービス・ショウ It's Only Rock'n Roll（2016年10月 - 12月、志木市民会館パルシティ ほか） - 矢沢マリ子 役[19]
- ミュージカル「ピピン」- いずれもバーサ 役（前田美波里とWキャスト）
  - 2019年（6月10日 - 30日、東急シアターオーブ） [20]
  - 2022年（8月30日 - 9月19日、東京・東急シアターオーブ、9月23日 - 27日、大阪・オリックス劇場)[21]
- 音楽朗読劇「黑世界 ～リリーの永遠記憶探訪記、或いは、終わりなき繭期にまつわる寥々たる考察について～」（2020年9月 - 10月、サンシャイン劇場 ほか）[22]
- 「音楽劇 海王星」（2021年12月6日 - 30日、PARCO劇場 / その後、大阪・富山・宮城・青森・愛知を巡演）[23]

### 吹き替え
- 殺したい女(1990年、ゴールデン洋画劇場/フジテレビ) - ベット・ミドラー〈バーバラ・ストーン〉
- ミラベルと魔法だらけの家（2021年、ウォルト・ディズニー・ジャパン） - アルマおばあちゃん役[24]

### コマーシャル
- ライオン歯磨「エチケットαライオン」（1979年。田中健と共演）
- 日清食品「日清のお茶漬ラーメン」（1981年）
- 金鳥 サンポール（1993年）、「虫コナーズ」（2014年、落とし穴篇。 五月みどり、木野花と共演）
- 観光みえ推進協議会「三重県体験ガイド みえと遊んで！」（2000年。当CMに関する備考は後述）[25]
- ローソン（2007年）
- ダイハツ「ミライース」（2013年、「日本の道」篇） - ナレーション[26]
- ホーユー「ビゲン グレイスタイル」（2022年。近藤サトと共演[27]）

### NHK紅白歌合戦出場歴
| 年度/放送回               | 回 | 曲目                                 | 出演順 | 対戦相手            | 備考                             |
| ------------------------- | -- | ------------------------------------ | ------ | ------------------- | -------------------------------- |
| 1962年（昭和37年）/第13回 | 初 | 可愛いベイビー                       | 07/25  | 北原謙二            |                                  |
| 1963年（昭和38年）/第14回 | 2  | キューティ・パイ・メドレー           | 24/25  | 植木等              | 伊東ゆかり、園まりと出演。トリ前 |
| 1964年（昭和39年）/第15回 | 3  | 夢みる想い                           | 03/25  | 芦野宏              | 伊東ゆかり、園まりと出演。       |
| 1965年（昭和40年）/第16回 | 4  | 夢見るシャンソン人形                 | 23/25  | 西郷輝彦（1）       |                                  |
| 1966年（昭和41年）/第17回 | 5  | 蜜の味（ア・テイスト・オブ・ハニー） | 01/25  | 西郷輝彦（2）       | トップバッター                   |
| 1967年（昭和42年）/第18回 | 6  | ただそれだけ                         | 14/23  | 坂本九              |                                  |
| 1968年（昭和43年）/第19回 | 7  | 恋のシャロック                       | 11/23  | ダークダックス（1） |                                  |
| 1969年（昭和44年）/第20回 | 8  | 忘れられた坊や                       | 18/23  | ダークダックス（2） |                                  |

（注意点）
- 対戦相手の歌手名の()内の数字はその歌手との対戦回数、備考のトリ等の次にある()はトリ等を務めた回数を表す。
- 出演順は「（出演順）／（出場者数）」で表す。

### NHKみんなのうた出演歴
▲は地上波版『なつかしのみんなのうた』、△はNHK衛星第2（現：BSプレミアム）版『なつかしのみんなのうた』での再放送。
| 初放送年月                  | 曲目             | 再放送年月 | 備考     |
| --------------------------- | ---------------- | --- | -------- |
| 1963年（昭和38年）2月 - 3月 | 雨の遊園地       | 2003年（平成15年）8月 - 9月▲ |          |
| 1963年（昭和38年）8月 - 9月 | オカリナの丘     | 2006年（平成18年）8月16日△ 2006年（平成18年）11月19日△ 2007年（平成19年）1月1日△                                                                                |          |
| 1964年（昭和39年）8月 - 9月 | ママごめんなさい | 2003年（平成15年）10月 - 11月▲ 2006年（平成18年）8月19日△ 2006年（平成18年）12月5日△ 2007年（平成19年）1月1日△ 2011年（平成23年）8月 - 9月 2022年（令和4年）3月 | [ 注 2 ] |

### テーマパーク
- 東京ディズニーランド 「カントリーベア・シアター」 - トリキシー 役

## 受賞
- 第56回日本レコード大賞（2014年） - 功労賞坂本

## その他
- 2000年、ミエつながりで三重県の観光キャンペーン「超☆巨大テーマパーク 中尾三重県」[28]のイメージキャラクターに起用され、テレビコマーシャルに人魚や力士（中尾ミエの海）や伊勢海老などのコスプレ姿で出演した。また力士コスプレで登場したもののうち、「うでずもう編」は中尾の胸を男性が突くシーンが県幹部からセクハラの恐れがあるとの指摘を受け、放映が中止された。
- フジテレビ「ゴールデン洋画劇場」の「殺したい女」ベット・ミドラーの吹替。なお、この番組の日本語吹替え版は、プロの声優ではなく、有名人吹替えが多く、それらの作品はあまり好評ではなかったが、本作は好評だった。